# Can’t Buy a Thrill
Az 1972-es Can't Buy a Thrill a Steely Dan debütáló nagylemeze. Megjelenésekor azonnal siker lett, a listákon a 17. helyig jutott, előbb arany-, majd platinalemez lett. 2003-ban 238. lett a Rolling Stone magazin Minden idők 500 legjobb albuma listáján. Szerepel továbbá az 1001 lemez, amit hallanod kell, mielőtt meghalsz című könyvben. A lemezre két dal nem került fel (Dallas és Sail the Waterway), ezek később kislemezen jelentek meg.
Az album eredetileg kétsávos sztereó minőségben jelent meg, továbbá speciális kvadrofonikus keverésben. A két kiadás között különbség van.
Az albumborító prostituáltak sorát ábrázolja, akik klienseikre várnak. Azért választották ezt a képet, mert összefügg a címmel. Spanyolországban emiatt betiltották a lemezt, ott a borító az együttest ábrázolta koncert közben.

## Az album dalai
| 1. | Do It Again                | Walter Becker, Donald Fagen | 5:56 |
| 2. | Dirty Work                 | Becker, Fagen               | 3:08 |
| 3. | Kings                      | Becker, Fagen               | 3:45 |
| 4. | Midnite Cruiser            | Becker, Fagen               | 4:08 |
| 5. | Only a Fool Would Say That | Becker, Fagen               | 2:57 |

| 1. | Reelin' in the Years                 | Becker, Fagen | 4:37 |
| 2. | Fire in the Hole                     | Becker, Fagen | 3:28 |
| 3. | Brooklyn (Owes the Charmer Under Me) | Becker, Fagen | 4:21 |
| 4. | Change of the Guard                  | Becker, Fagen | 3:39 |
| 5. | Turn That Heartbeat Over Again       | Becker, Fagen | 4:58 |

## Helyezés

### Album
| Év   | Lista                | Helyezés |
| ---- | -------------------- | -------- |
| 1973 | Billboard Pop Albums | 17       |

### Kislemezek
| Év   | Kislemez             | B-oldal          | Katalógusszám | Lista                 | Helyezés |
| ---- | -------------------- | ---------------- | ------------- | --------------------- | -------- |
| 1973 | Do It Again          | Fire in the Hole | ABC 11338     | Billboard Pop Singles | 6        |
| 1973 | Reelin' In The Years | Only A Fool      | ABC 11352     | Billboard Pop Singles | 11       |

## Közreműködők
- Donald Fagen – zongora, elektromos zongora, orgona, ének
- Walter Becker – elektromos basszusgitár, ének
- Jeff "Skunk" Baxter – gitár, pedal steel gitár
- Denny Dias – gitár, elektromos szitár
- Elliott Randall – gitár
- Jerome Richardson – tenorszaxofon
- Snooky Young – szárnykürt
- Jim Hodder – dob, ütőhangszerek, vokál (ének a Midnite Cruiser-en)
- Victor Feldman – ütőhangszerek
- David Palmer – vokál (ének a Brooklynon és a Dirty Work-ön)
- Venetta Fields – háttérvokál a Brooklynon és a Kingsen
- Clydie King – háttérvokál a Brooklynon és a Kingsen
- Sherlie Matthews – háttérvokál a Brooklynon és a Kingsen

## Fordítás
Ez a szócikk részben vagy egészben a Can't Buy a Thrill című angol Wikipédia-szócikk ezen változatának fordításán alapul.  Az eredeti cikk szerkesztőit annak laptörténete sorolja fel. Ez a jelzés csupán a megfogalmazás eredetét és a szerzői jogokat jelzi, nem szolgál a cikkben szereplő információk forrásmegjelöléseként.